# Чингиз-Ивановка
Чингиз-Ивановка — бывшая деревня в Шаранском районе Башкортостана.
Входила в состав Мичуринского сельсовета.

## История
В 1920 году деревня относилась к Кичкиняшевской волости Белебеевского уезда Уфимской губернии.
В 1926 году деревня относилась к Шаранской волости Белебеевского кантона Башкирской АССР.
В 2005 году населённый пункт был упразднён.

## География
Была расположена на расстоянии около 4 км от Мичуринска, в 19 км к северо-востоку от райцентра Шаран.

## Население
В 1920 году по официальным данным в деревне 9 дворов и 45 жителей (19 мужчин, 26 женщин), по данным подворного подсчета — 53 жителя в 9 хозяйствах, русские. 
В 1982 году население — около 10 человек.
В 1989 году — 8 человек (2 мужчины, 6 женщин).
В 2002 году — без населения.